# Бенехілес
Бенехілес (ісп. Benegiles) — муніципалітет в Іспанії, у складі автономної спільноти Кастилія-і-Леон, у провінції Самора. Населення — 382 особи (2010).
Муніципалітет розташований на відстані близько 210 км на північний захід від Мадрида, 16 км на північний схід від Самори.

## Демографія
Динаміка населення (INE ):